# Baryceros halli
Baryceros halli là một loài tò vò trong họ Ichneumonidae.